# Ábrahám István (színművész)
Ábrahám István (Szeged, 1945. november 4. – 2002. augusztus 22.) magyar színész.

## Élete és munkássága
1968-ban végezte el prózai színésznek indulva a Színház- és Filmművészeti Főiskolát. Viszont a vele játszott filmek rendezői legfőképpen zenei darabokban helyezték fel a színpadra, ugyanis minden zenés műfajban fellépett, az operettől kezdve a musicalen keresztül az operáig. Három évad erejéig színészkedett a Katona József Színházban, Kecskeméten, majd 1971-ben tagja lett a Miskolci Nemzeti Színháznak. Ezek után színész volt a Pécsi Nemzeti Színházban is, később visszatért Miskolc városába.

## Színpadi szerepei
A Színházi adattárban regisztrált bemutatóinak száma: 117. Ugyanitt négy színházi fotón is látható.
| - Bodnár Péter (Németh László: Bodnárné) - George (John Steinbeck: Egerek és emberek) - Edvin, Feri bácsi (Kálmán Imre: Csárdáskirálynő) - Danilo (Lehár Ferenc: A víg özvegy) - Dankó Pista (Dékány András– Baróti Géza–Vaszy Viktor: Dankó Pista) - Bolingbroke (Eugéne Scribe: Egy pohár víz) - Seres Rezső (Müller Péter: Szomorú vasárnap) - Mauler, húskirály (Bertolt Brecht: A vágóhidak Szent Johannája) - Isten (Bertolt Brecht: A Jólélek) - Gratiano (William Shakespeare: A velencei kalmár) - Dragotin (Lehár Ferenc: Cigányszerelem) - Nagyherceg (Jacobi Viktor: Sybill) - Collot D'Herbois (Georg Büchner: Danton halála) - Főúr (Oldřich Daněk: Negyven gonosztevő és egy darab ártatlanság) - Escamillo (Mérimée: Carmen) - Rocher (Robert Thomas: A hölgy fecseg és nyomoz) - Szeniczey Miklós (Eisemann Mihály–Szilágyi László: Tokaji aszú) - Mister (Ödön von Horváth: Mesél a bécsi erdő) - Montfleury (Edmond Rostand: Cyrano de Bergerac) - Kapitány (Büchner: Woyzeck) - Sir Harold (Jean Genet: Paravánok) - Színészkirály (Shakespeare: Hamlet) - Douphal báró (Verdi: Traviata) - Gróf Carnero (Johann Strauss: A cigánybáró) - Herceg (Shakespeare: Rómeó és Júlia) - Gruntorad doktor, elnök (Bohumil Hrabal: Sörgyári capricco) - Gróf Rottenberg (Jacobi Viktor: Leányvásár) - Von Kalb, udvarmester (Friedrich Schiller: Ármány és szerelem) - Csikós (Hámos György: Aranycsillag) | - Otto Katz tábori lelkész alias Miroslav Ruzicka (Horváth Péter: Svejk vagyok) - Falke, ügyvéd (Strauss: A denevér) - Schober, költő (Franz Schubert: Három a kislány) - Le Beau, Frigyes udvarmestere (Shakespeare: Ahogy tetszik) - Celestin, az orgonista (Hervé: Nebáncsvirág) - Fetyukovics ügyvéd (Dosztojevszkij: A Karamazov testvérek) - Siegfried, mainzi érsek (Füst Milán: IV. Henrik király) - Jancsó Bálint (Huszka Jenő: Mária főhadnagy) - Vincent (Anouilh: Eurüdiké) - Obolski, cirkuszigazgató (Burkhard: Tűzijáték) - Vadászpuskás férfi (Gáli József: Daliás idők) - Fráter Timoteus (Niccolò Machiavelli: Mandragóra) - Berényi István, újságíró (Kálmán Imre: Marica grófnő) - Plantagenet (Ferdinand Bruckner: Angliai Erzsébet) - Sam, menedzser (Bolton–McGowan: Vadnők) - Csermlényi Viktor (Örkény István: Macskajáték) - Manuel (Suassuna: A kutya testamentuma) - Hajduffy, prefektus (Kriston Béla: A megszállott) - Lothar gróf (Dörmann–Jacobson: Varázskeringő) - Robert de Charance (Poplewell–Thomas: Az áldozat visszatér) - Ollendorf ezredes (Millöcker: A koldusdiák) - Szaniszló, testőrkapitány (Carl Zeller: A madarász) - Hangai Sándor, hősszerelmes (Görgey Gábor: Handabasa avagy a fátyol titkai) - Ifj. Biky (Barta Lajos: Szerelem) - Elio (Aldo Nikolaj: Festett pillangók) - Csató, rendőrfogalmazó (Molnár Ferenc: A doktor úr) - Kovács Ágoston, tanító (Gárdonyi Géza: A lámpás) - Misi (Abay Pál: Luftballon – az ügyeletes zseni) |

## Filmjei
- Elsietett házasság (1968)